# 오포치노 (폴란드)

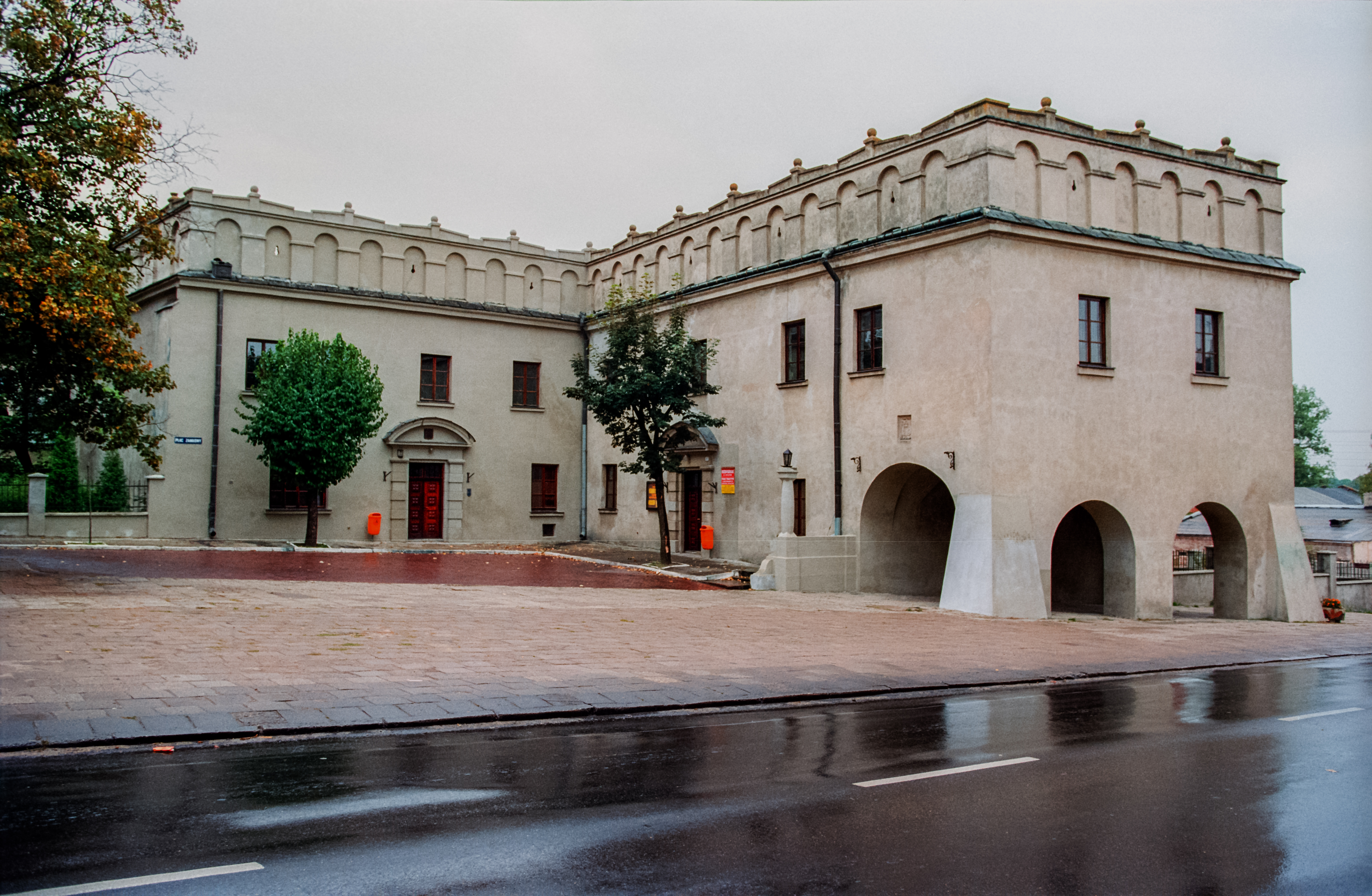
오포치노 성

오포치노(폴란드어: Opoczno)는 폴란드 중남부 우치주에 위치한 도시로 면적은 23.91km2, 높이는 190m, 인구는 21,635명(2016년 기준), 인구 밀도는 900명/km2이다.
실레시아, 크라쿠프, 바르샤바를 연결하는 철도 노선, 폴란드 동부와 서부를 연결하는 국도 12호선, 폴란드 남부와 북부를 연결하는 A1 고속도로가 지나간다. 1365년 마그데부르크법에 따른 도시 지위를 부여받았다.

시기
시 문장

## 자매 도시
- 체코 오포치노
- 슬로바키아 비트차